# Nowadays (nhóm nhạc)
Nowadays (tiếng Hàn: 나우어데이즈; tiếng Nhật: ナウアデイズ; Romaja: Naueodeijeu; thường được viết cách điệu là NOWADAYS) là một nhóm nhạc nam Hàn Quốc được quản lý bởi Cube Entertainment. Nhóm bao gồm 5 thành viên: Hyeonbin, Yoon, Yeonwoo, Jinhyuk và Siyun. Họ ra mắt vào ngày 2 tháng 4 năm 2024, với album đĩa đơn cùng tên Nowadays.

## Lịch sử

### Trước khi ra mắt
Vào ngày 30 tháng 10 năm 2023, Cube Entertainment thông báo rằng họ đang có kế hoạch ra mắt một nhóm nhạc nam mới gồm năm thành viên vào đầu năm 2024. JTBC đưa tin rằng nhóm sẽ ra mắt vào quý đầu tiên của năm 2024 và sẽ có tên là NOWADAYS.  
Vào ngày 9 tháng 11, SPOTV News đưa tin rằng cựu thí sinh Produce X 101 Kim Hyeonbin sẽ ra mắt trong nhóm.  
Vào ngày 4 tháng 3 năm 2024, nhóm đã tiết lộ đoạn giới thiệu đầu tiên và mở tài khoản SNS của họ. NOWADAYS bắt đầu quảng bá thông qua các áp phích QR được nhìn thấy trên khắp Seoul, giới thiệu năm thành viên nhóm có danh tính được giấu kín. 

### 2024-nay: Ra mắt với"Nowadays", "Rainy Day (Phiên bản remake năm 2024)", trở lại lần đầu với"Nowhere"
Vào ngày 11 tháng 3 năm 2024, có thông báo rằng NOWADAYS sẽ ra mắt vào ngày 2 tháng 4. Vào ngày 13 tháng 3, có thông báo rằng nhóm sẽ ra mắt với album đĩa đơn "Nowadays". 
Vào ngày 11 tháng 7, có thông báo rằng NOWADAYS sẽ phát hành đĩa đơn kỹ thuật số " Rainy Day (2024 Remake Ver.) " vào ngày 16 tháng 7. Đây là bản làm lại của bài hát năm 2011 của BEAST. 
Vào ngày 12 tháng 8, nhóm đã công bố album đĩa đơn thứ hai của họ " Nowhere ", dự kiến phát hành vào ngày 27 tháng 8.

## Thành viên
- Chú thích: In đậm là nhóm trưởng

| Nghệ danh | Nghệ danh | Nghệ danh  | Tên khai sinh | Tên khai sinh | Tên khai sinh      | Tên khai sinh | Tên khai sinh   | Ngày sinh        | Nơi sinh                     | Quốc tịch |
| Latinh    | Hangul    | Kana       | Latinh        | Hangul        | Kana               | Hanja         | Hán Việt        | Ngày sinh        | Nơi sinh                     | Quốc tịch |
| Hyeonbin  | 현빈      | ヒョンビン | Kim Hyeonbin  | 김현빈        | キム・ヒョンビン   | 金炫彬        | Kim Huyễn Bân   | 31 tháng 8, 2002 | Daegu, Hàn Quốc              | Hàn Quốc  |
| Yoon      | 윤        | ユン       | Lee Yoon      | 이윤          | イ・ユン           | 李潤          | Lý Duẫn         | 27 tháng 8, 2003 | Daejeon, Hàn Quốc            | Hàn Quốc  |
| Yeonwoo   | 연우      | ヨンウ     | Jeong Yeonwoo | 정연우        | チョン・ヨンウ     | 鄭然宇        | Trịnh Nghiên Vũ | 23 tháng 9, 2003 | Seoul, Hàn Quốc              | Hàn Quốc  |
| Jinhyuk   | 진혁      | ジンヒョク | Jang Jinhyuk  | 장진혁        | チャン・ジンヒョク | 張振赫        | Lương Trân Hách | 21 tháng 5, 2004 | Seoul, Hàn Quốc              | Hàn Quốc  |
| Siyun     | 시윤      | シユン     | Kim Siyun     | 김시윤        | キム・シユン       | 金詩潤        | Kim Thủy Duẫn   | 24 tháng 8, 2004 | Seongnam, Gyeonggi, Hàn Quốc | Hàn Quốc  |

## Danh sách đĩa nhạc

### Album đĩa đơn
| Tiêu đề  | Chi tiết | Thứ hạng cao nhất | Doanh số      |
| Tiêu đề  | Chi tiết | KOR               | Doanh số      |
| -------- | --- | ----------------- | ------------- |
| Nowadays | - Phát hành: Ngày 2 tháng 4 năm 2024 - Hãng đĩa: Cube Entertainment - Định dạng: CD, digital download, streaming  | 10                | - KOR: 53,648 |
| Nowhere  | - Phát hành: Ngày 27 tháng 8 năm 2024 - Hãng đĩa: Cube Entertainment - Định dạng: CD, digital download, streaming | 6                 | - KOR: 74,076 |

### Singles
| Tiêu đề                                           | Năm  | Thứ hạng cao nhất | Album                         |
| Tiêu đề                                           | Năm  | KOR Down.         | Album                         |
| ------------------------------------------------- | ---- | ----------------- | ----------------------------- |
| "OoWee"                                           | 2024 | 154               | Nowadays                      |
| "Rainy Day" (비가 오는 날엔; 2024 Remake version) | 2024 | 138               | Đĩa đơn không nằm trong album |
| "Why Not?"                                        | 2024 | —                 | Nowhere                       |